# Бланкфор сир Бриоланс
Бланкфор сир Бриоланс (фр. Blanquefort-sur-Briolance) насеље је и општина у југозападној Француској у региону Аквитанија, у департману Лот и Гарона која припада префектури Вилнев сир Лот.
По подацима из 2011. године у општини је живело 515 становника, а густина насељености је износила 12,28 становника/km². Општина се простире на површини од 41,93 km². Налази се на средњој надморској висини од 200 метара (максималној 274 m, а минималној 104 m).

## Демографија
| 1962. | 1968. | 1975. | 1982. | 1990. | 1999. | 2011. |
| ----- | ----- | ----- | ----- | ----- | ----- | ----- |
| 605   | 666   | 587   | 549   | 468   | 492   | 515   |

График промене броја становника у току последњих година